# Club Atlético Torino
El Atlético Torino es un club de fútbol peruano de la ciudad de Talara, Provincia de Talara, Departamento de Piura. Fue fundado el 20 de marzo de 1957 y juega en la Copa Perú. El Torino es el equipo que más veces ganó ese torneo, siendo 5 veces las que salió campeón.

## Historia

### Fundación
El Atlético Torino fue fundado un 20 de marzo de 1952 en la Av. H 44 de Talara por don Cosme Maldonado Luna, su esposa Adelaida Agurto y un grupo de jóvenes quienes deseosos de participar en los tradicionales campeonatos Inter barrios de aquella época solicitaban la fundación de un club que los representase. Mediante una votación para elegir el nombre, ganó la propuesta de Juan Arica, quien propuso el nombre de Torino, en homenaje al Torino Football Club de Turín,  Italia.

### Era amateur
En 1952 se inscribió en la segunda división de la liga de fútbol de Pariñas y ese mismo año ascendió a primera donde lograría alzarse con los títulos de campeón en 1963, 1965, 1968 y 1969 año en que jugó la final contra Blondell a quien superó por un gol a cero.

### Ascenso a Primera
A mediados de 1970 obtuvo su primera Copa Perú superando en la tabla a equipos como FBC Melgar de Arequipa y CNI de Iquitos, logró el título a falta de una fecha de finalizar el hexagonal final venciendo a Unión Ocopilla de Huancayo por 2-1 con goles de Luis ‘El Pollo’ Ramírez.
Como presidente estaba César Vázquez Pinillos y el paraguayo César Cubilla era el entrenador. Ese mismo año jugó por primera vez en la Primera División ocupando el puesto 11 de 14 equipos participantes, su descenso se daría en el torneo del Campeonato Descentralizado 1973.
Dos años después el Taladro Norteño lograría su segunda Copa, pero ese año por motivos de la Ley 20555 no hubo ascenso a la Profesional y su retorno estaría reservado recién para 1977 donde obtiene su tercera Copa Perú tras ganar un desempate con el Sportivo Huracán. El cuadro campeón estaba dirigido por Carlos Bustinza que alineaba con: Ricardo Valladares, Felimer Rojas, Percy Maldonado, Humberto Sanjinés, Pedro Lolandez, José Novoa, Luis Vitonera, Raymundo Vargas, José Zapata, Francisco Montero Chunga y Humberto Correa.
En el Campeonato Descentralizado 1980 logró el subcampeonato peruano y su clasificación a la Copa Libertadores 1981, integrando uno de los grupos junto al Sporting Cristal y los representantes chilenos Cobreloa de la ciudad de Calama, el Campeón vigente y Universidad de Chile, entonces el subcampeón chileno. Club Atlético Torino en su visita a Chile sufrió una caída en la ciudad de Calama de 6 goles a 1 ante el Cobreloa.  Fue eliminado en primera ronda, ese mismo año descendió. Torino retornaría por todo lo alto en 1982, bajo la presidencia de Edilberto Farfán, tras conseguir su cuarta Copa en una de las finales más reñidas, pues igualaron con 6 puntos tres equipos: Torino, Deportivo Cantolao del Callao y Atlético Grau de Piura siendo la diferencia de goles la que decidiría el título a favor de los talareños con un equipo que estaba integrado por: Ricardo Valladares; René Seminario, Carlos "pay" Peña, Walter Valladares, Berna Dioses; Luis Vitorena, Freddy Peña, Humberto Correa; Guillermo Deza, Francisco Montero Chunga y Félix Suárez, dirigidos por Moisés Barack. Su permanencia en la categoría privilegiada duro hasta 1987 en que retorno a su liga de origen al quedar en los últimos lugares del torneo regional.
Su último título fue en la Copa Perú 1994 donde tras dejar en el camino al FBC Aurora de Arequipa y al José Gálvez FBC de Chimbote logró levantar la preciada Copa Perú por quinta vez. La oncena campeona dirigida por Diego Agurto habitualmente formaba con Juan Cardoza; Martín Vitteri, Carlos "pay" Peña, Kenny Preciado, Eduardo Sanjinés; Julio Wancheng, Henry Pardo, Percy Peña y Segundo Gonzales; Wilmer Abad y Pedro Marchán. Con esto ganaría su derecho a militar nuevamente en Primera donde su última aparición fue en el Campeonato Descentralizado 1997, cuando quedó antepenúltimo y tuvo que descender nuevamente.

### Descenso e ingreso a Segunda División
En su regreso a la Etapa Regional de la Copa Perú 1998 quedó eliminado rápidamente tras perder 2-1 con el IMI de Talara en el partido extra por el grupo A.
En el 2008 volvió a ser campeón Departamental de Piura ganándole la final a su clásico rival el Atlético Grau. Torino siguió avanzando hasta el cuadrangular final de la Copa Perú 2008, ubicó en tercer lugar accediendo a la Segunda División. En las últimas temporadas en el ascenso, Torino no ha podido redondear buenas campañas y ha peleado constantemente el descenso de la categoría además que el club padece de una severa crisis económica que lo ha llevado a perder puntos en el torneo. En el 2013 el Atlético Torino tuvo un inicio muy bueno en la segunda división, pero lamentablemente con el correr de los meses su rendimiento fue bajando y una vez más se tuvo que contentar con mantenerse en la segunda división.

### Vuelta al podio
Con el regreso de Segundo Gonzales al banquillo el equipo nuevamente y a pesar de los problemas internos logra meterse en los primeros lugares de la Segunda División del Perú haciendo suyo el bastión del Campeonísimo y destacando jugadores como el portero Renzo Cáceres, Jordy "Patillo" Reyes y Giancarlo Gómez, logrando así el equipo meterse en el podio al ocupar el tercer puesto de la Segunda División 2013.

### Regreso a Copa Perú
En la Segunda División 2016 Torino peleó el descenso con Sport Boys y perdió la categoría en la última fecha tras caer 1-0 con Academia Cantolao. Inició su participación en la Copa Perú 2017 desde la Etapa Departamental de Piura donde fue eliminado antes de jugar en semifinales con Atlético Grau al no estar inscrita su directiva en Registros Públicos.
En la Copa Perú 2018 fue campeón departamental y clasificó a la Etapa Nacional. Fue eliminado por Alianza Universidad de Huánuco en cuartos de final por un marcador global de 3-2. Al año siguiente no tuvo participación por temas administrativos antes del inicio de la Etapa Departamental.
Volvió a la actividad en la Copa Perú 2022 donde clasificó a la Etapa Nacional como campeón departamental. Fue eliminado en la primera fase al terminar en el puesto 36 de la tabla general con 6 puntos. En 2023 fue campeón distrital pero fue descalificado antes de jugar la final provincial por deudas.

## Uniforme
- Uniforme titular: Camiseta granate, pantalón blanco, medias granates.
- Uniforme alternativo: Camiseta blanca, pantalón granate, medias blancas.

### Evolución del uniforme

#### Titular
| 1957-1979 | 1980 | 1993 | 1994-1997 | 1998-2007 | 2008-2010 | 2011 | 2012 |

| 2013 | 2013 | 2014 | 2016 |  |

#### Alternativo
| 2011 | 2012 | 2013 | 2013 | 2014 | 2016 |  |

### Indumentaria y patrocinador
| Periodo       | Proveedor |
| ------------- | --------- |
| 1990          | Spencer   |
| 1991          | Vega      |
| 1994-1995     | Calvo     |
| 1996          | Polmer    |
| 1996          | Turin     |
| 1997          | Walon     |
| 2003          | Palma’s   |
| 2006          | Walon     |
| 2008-2012     | Real      |
| 2012          | Convert   |
| 2013-2016     | Real      |
| 2017          | Convert   |
| 2018-2019     | TDN       |
| 2020 - 2021   | Real      |
| 2022-presente | New Life  |

| Periodo       | Patrocinador  |
| ------------- | ------------- |
| 1994          | Petro Lube    |
| 1996          | Pilsen Callao |
| 2008-2012     | Petroperú     |
| 2013-presente | Grupo RAYPE   |

## Rivalidades
El Atlético Torino de la Provincia de Talara, tiene una rivalidad histórica a nivel regional de larga data con el Atlético Grau de la Provincia de Piura y Alianza Atlético de la Provincia de Sullana.[cita requerida]
Conforman así los tres grandes de la región Piura. Sendos clásicos en la liga regional, en segunda división y en la primera división.

## Hinchada
Las barras del club están organizadas. Una de ellas es la Barra Arriba Torino, fundada el 24 de enero de 1985. Otra es la barra Maretazo Talara.[cita requerida]

## Estadio
El Estadio Campeonísimo se encuentra ubicado en la ciudad de Talara, departamento de Piura, a una altitud de 11 m s. n. m. y posee una capacidad para 8000 espectadores y es propiedad del IPD-Piura. Fue inaugurado en 1977, con motivo de la participación del Torino en la Primera División del Perú. Sin embargo en diversas ocasiones los talareños han tenido que mudarse de localidad siendo el Estadio Campeones del 36 de Sullana, una sede alterna para los granates.[cita requerida]

## Datos del club
- Puesto histórico: 24.º
- Fundación: 20 de marzo de 1957.
- Temporadas en Primera División: 19 (1970-1973, 1978-1981, 1983-1987, 1989-1991, 1995-1997).
- Temporadas en Segunda División: 8 (2009 - 2016).
- Mayor goleada conseguida:
  - En campeonatos nacionales de local: Atlético Torino 11:0 Higos Urcos de Chachapoyas (Etapa Regional 2008).[11]
  - En campeonatos nacionales de visita: Unión Deportiva Paimas de Ayabaca 4:9 Atlético Torino (Etapa Departamental 2008).[11]
  - En campeonatos internacionales de local: Atlético Torino 1:1  Cobreloa (24 de marzo de 1981)
  - En campeonatos internacionales de visita: Ninguno
- Mayor goleada recibida:
  - En campeonatos nacionales de local: Atlético Torino 1:6 Sport Ancash (26 de agosto del 2012)[17]
  - En campeonatos nacionales de visita: Universitario 9:0 Atlético Torino (19 de septiembre de 1970)
  - En campeonatos internacionales de local: Atlético Torino 1:2  Universidad de Chile (27 de marzo de 1981)
  - En campeonatos internacionales de visita:  Cobreloa 6:1 Atlético Torino (10 de abril de 1981)
- Mejor puesto en Primera División: 2.º
- Peor puesto en Primera División: 16.º
- Mejor puesto en Segunda División: 3.º
- Peor puesto en Segunda División: 15.º

### Participaciones internacionales
| Torneo                           | Ediciones |
| -------------------------------- | --------- |
| Copa Libertadores de América (1) | 1981.     |

### Por competición
| Torneo                       | Temp. | PJ | PG | PE | PP | GF | GC | Dif. | Pts. | Mejor desempeño |
| ---------------------------- | ----- | -- | -- | -- | -- | -- | -- | ---- | ---- | --------------- |
| Copa Libertadores de América | 1     | 6  | 0  | 1  | 5  | 5  | 16 | -11  | 1    | Fase de grupos  |
| Total                        | 1     | 6  | 0  | 1  | 5  | 5  | 16 | -11  | 1    | —               |

## Entrenadores
- Luis Ridoutt (1971-1970) Campeón Copa Perú 1970
- César Cubilla (1970)
- Diego Agurto (1971)
- Juan Seminario (1972)
- Juan Honores (1973)
- Carlos Bustinza (1974-1977) Campeón Copa Perú 1975 y 1977
- Diego Agurto (1978)
- Eloy Campos (1979)
- Moisés Barack (1979)
- Diego Agurto (1980-1981) Subcampeón Torneo Descentralizado 1980
- Moisés Barack (1982–1983) Campeón Copa Perú 1982
- Vito Andrés Bártoli (1986)
- Humberto Arévalo (1989)
- Miguel Ángel Guzmán (1991-1992)
- Diego Agurto (1994-1995) Campeón Copa Perú 1994
- Rufino Bernales Francia (1995)
- José Carlos Amaral (1995)
- Percy Maldonado (1995)
- César Cubilla (1996)
- Antonio Carlos Vieira "Toninho" (1997)
- Freddy Bustamante (1997)
- Willy Laya Cabrera (1997)
- Percy Maldonado (1998)
- Segundo Cruz (1999)
- Pedro Sánjinez (2000-2001)
- Alberto Ramírez (2002)
- Segundo Gonzales (2003-2004)
- Percy Maldonado (2005-2006)
- José Ramírez Cubas (2007)
- Jorge Zúñiga (2008)
- Roberto Chale / Jorge Zúñiga (2008)
- Eduardo Asca (2009)
- Percy Maldonado (2009)
- Roberto Chale (2010)
- Roberto Chale (2010)
- Alberto Ramírez (2010)
- Percy Maldonado (2010)
- Segundo Gonzales (2011-2013)
- Juan Carlos Bazalar (2014)
- Jorge Ágapo Gonzales (2014)
- Francisco Montero (2014)
- Segundo Gonzales (2015)
- Carlos Cortijo (2016)
- Juan Pajuelo (2016)
- Percy Maldonado (2016)
- Fidel Suárez (2016)
- Matías Tatángelo (2017)
- Alberto Ramírez (2017)
- Godofredo Reyes (2018)
- Willy Laya Cabrera (2018)
- Marcial Salazar / Manuel Riofrío (2018)
- Godofredo Reyes (2019-2021)
- Jorge Ágapo Gonzales (2022)
- Segundo Gonzales (2023-2024)
- Percy Maldonado (2024)
- Richard Oncoy (2025)

## Palmarés

### Torneos nacionales
| Competición nacional            | Títulos                                | Subcampeonatos |
| ------------------------------- | -------------------------------------- | -------------- |
| Primera División del Perú (0/1) |                                        | 1980.          |
| Copa Perú (5/0)                 | 1970, 1975, 1977, 1982, 1994. (Récord) |                |

### Torneos regionales
| Competición regional                     | Títulos                                                                 | Subcampeonatos    |
| ---------------------------------------- | ----------------------------------------------------------------------- | ----------------- |
| Campeonato Regional - Zona Norte (1/0)   | 1984.                                                                   |                   |
| Etapa Regional - Región Norte A, I (4/0) | 1970, 1977, 1994, 2008.                                                 |                   |
| Liga Departamental de Piura (8/3)        | 1969, 1974, 1976, 1987, 1994, 2008, 2018, 2022.                         | 1968, 2003, 2007. |
| Liga Provincial de Talara (6/2)          | 1976, 2003, 2007, 2008, 2024, 2025.                                     | 2018, 2022.       |
| Liga Distrital de Pariñas (12/2)         | 1963, 1965, 1968, 1969, 1974, 2003, 2007, 2008, 2022, 2023, 2024, 2025. | 2002, 2018.       |